# Alexander Stockdale
Alexander Stockdale (c. 1509 - 1563), de Kingston upon Hull, Yorkshire, foi um político e proprietário de terras inglês.
Ele foi um membro (MP) do Parlamento da Inglaterra por Kingston upon Hull em março de 1553 e abril de 1554.